# Pseudoviridae

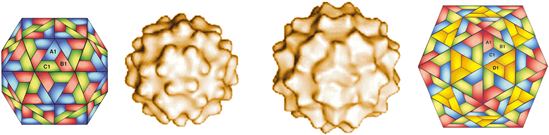
Реконструкция вириона Saccharomyces cerevisiae Ty1 (род Pseudovirus) с его структурными блоками.

Pseudoviridae — семейство вирусов, включающее три рода.
Вирусы семейства на самом деле являются ретротранспозонами LTR семейства Ty1-copia. Они реплицируются с помощью структур, называемых вирусоподобными частицами (ВПЧ). VLP не заразны, как нормальные вирионы, но, тем не менее, они составляют важную часть жизненного цикла псевдовирусов.

## Таксономия
Pseudoviridae неофициально отнесены к группе вирусов с обратной транскрипцией РНК VI и инфицируют грибы и беспозвоночных.
Pseudoviridae включает сильно различающихся представителей, и большинство Pseudoviridae кодируют Gag и Pol в одной открытой рамке считывания.
Pseudoviridae входит в отряд Ortervirales вместе с семействами Belpaoviridae, Metaviridae, Retroviridae и Caulimoviridae.
Семейство включает следующие роды:
- Hemivirus
- Pseudovirus
- Sirevirus

Другие виды Pseudoviridae, не отнесенные к роду, включают:
- Вирус Penicillium camemberti — GP1[6]
- Вирус Phaseolus vulgaris Tpv2-6

## Геном

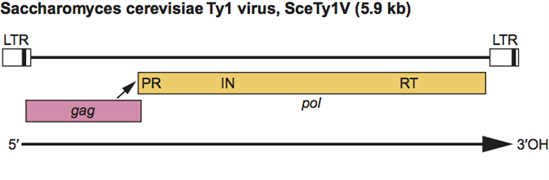
Карта генома вируса Saccharomyces cerevisiae Ty1

Геном вирусов этого семейства представляет собой несегментированную, -RT, одноцепочечную РНК с положительным смыслом и имеет длину 4200-9700 нуклеотидов. Геном кодирует структурные белки и неструктурные белки, которые кодируют РНК-зависимую ДНК-полимеразу, репликазу и обратную транскриптазу для этапа обратной транскрипции во время репликации.

## Вирусология
Капсид вируса не имеет оболочки и выглядит примерно сферическим. Капсид круглый с икосаэдрической симметрией с числом триангуляции (T) = 3 и 4. Он также от изометричного до квазиизометрического и имеет диаметр 30-50 нм. LTR- ретротранспозоны плохо охарактеризованы, и об их липидах не сообщалось.
Геном интегрируется в геном хозяина и транскрибируется ферментами клетки-хозяина, такими как эукариотическая ядерная РНК-полимераза II. Репликация генома происходит в цитоплазме хозяина, или ядро и сборка могут происходить в цитоплазме или в ядре.